# Rhinoppia minidentata
Rhinoppia minidentata är en kvalsterart som först beskrevs av Subías och Rodríguez 1988.  Rhinoppia minidentata ingår i släktet Rhinoppia och familjen Oppiidae. Inga underarter finns listade i Catalogue of Life.